# Cacaturo (Ayabaca)
Cacaturo es un caserío peruano ubicado en el distrito de Paimas, perteneciente a la provincia de Ayabaca del departamento de Piura, al norte del Perú. 

## Ubicación
Cacaturo se ubica al oeste de la provincia de Ayabaca, en el distrito de Paimas, en el departamento de Piura.

## Demografía
En 2017 Cacaturo tenía una población de 296 habitantes.
| Gráfica de evolución demográfica de Cacaturo entre 1993 y 2017 |
|                                                                |
| Fuentes: Población 1993 y 2017                                 |